# Maassluis
Maassluis é um município dos Países Baixos, situado na província da Holanda do Sul. Tem 10,12 km² de área e sua população em 2020 foi estimada em 33.336 habitantes.